# 久保田彦作
久保田 彦作（くぼた ひこさく、1846年（弘化3年） - 1898年1月3日）は、戯作者、歌舞伎作者。
5代尾上菊五郎付き作者を経て、河竹黙阿弥に師事、竹柴彦作を名乗る。1877年（明治10年）、戯作「鳥追阿松海上新話」を刊行。1879年（明治12年）、『歌舞伎新報』主筆。1889年（明治22年）、歌舞伎座の創立に伴い立作者となるが、1897年（明治30年）、9代市川団十郎、福地桜痴との対立から3代河竹新七とともに退座。通称は竹柴幸治（次）、村岡幸次。号は村子柑。3代目河竹新七、竹柴其水、竹柴繁造らと合わせ「黙阿弥門下の四天王」と称された。

## 著作
- 『浪枕江の島新語』延寿堂、明治13年（1880年）4月
- 『荒磯割烹鯉魚膓』青盛堂、明治14年（1881年）1月
- 『歌舞伎十八番 市川団十郎お家狂言』紅英堂、明治15年（1882年） - 16年（1883年）

## 刊本
- 『明治文学全集 第1 鳥追阿松海上新話』筑摩書房、1966年
- 『日本近代文学大系 1 鳥追阿松海上新話』（前田愛注訳）、角川書店、1970年
- 『部落問題文芸・作品選集 第30巻 鳥追阿松海上新話』世界文庫、1976年